# Gaby Stenberg
Ida Gabriella Gaby Stenberg Koch, tidigare Ida Gabriella Stenberg, född 9 januari 1923 i Tokyo, död 20 september 2011 i Oscars församling i Stockholm, var en svensk skådespelare som medverkade i cirka 40 filmer samt i ett stort antal roller vid Malmö stadsteater. På senare år blev hon känd för sina roller som Elinor och Beatrice Dahlén i tv-serien Rederiet.

## Biografi

### Utbildning och annan verksamhet
Gaby Stenberg var dotter till Sven Stenberg (1881–1939) och Inez Trotzig (1894–1979) och dotterdotter till Ida Trotzig. Sven Stenberg var en svensk affärsman som var verksam för handelshuset Gadelius i Japan; familjen flyttade dock hem till Sverige efter den stora jordbävningen, samma år som Gaby föddes. Hon gick i pianoskola vid Richard Anderssons musikskola och tog sånglektioner för Adelaide von Skilondz. Hon filmdebuterade redan 1936 i Bombi Bitt och jag och fick en större roll i Sigge Nilsson och jag (1938). Sin teaterutbildning fick hon vid Willy Koblancks teaterskola 1939–1942. Under ett scenuppehåll från 1962 avlade hon filosofie kandidatexamen i fonetik 1978 i Lund. Hon vikarierade som logoped i Malmö och var verksam som lärare vid Vadstena-Akademien 1983–1992.
Stenberg har även medverkat till att ett tiotal ur hennes mormors, Ida Trotzig, samlade Japanska sagor från 1911 gavs ut i nyutgåva 1996 med tidigare inte återgivna originalillustrationer av Trotzig.

### Scenkarriär
Hon gjorde sin scendebut hos Gustav Wally i operetten Blåjackor på Oscarsteatern 1942. Hon har gjort bortåt 40 filmroller, oftast inom den lättsamma genren med motspelare som bland annat Nils Poppe och Åke Söderblom. Hon gjorde även karriär som sångerska och spelade in ett flertal grammofonskivor. I slutet av 1950-talet gjorde hon en egen TV-serie Gaby Stenberg och en flygel, där hon ackompanjerade sig själv.
År 1944 medverkade hon vid Malmö stadsteaters invigning som Titania i En midsommarnattsdröm.

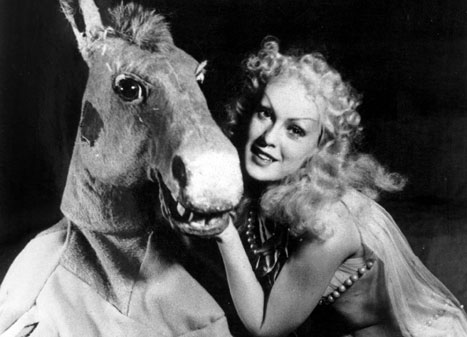
En förförisk Gaby Stenberg spelade Titania i Shakespeares En midsommarnattsdröm vid öppningspremiären på Malmö stadsteater 1944.

År 1954 spelade hon Hanna Glavari i Glada änkan av Lehár, regi Ingmar Bergman. Hon var engagerad vid Malmö stadsteater samt olika teatrar i Stockholm och Köpenhamn fram till 1962, då hon drog sig tillbaka helt från teatervärlden för att ägna sig åt familjen. Hennes comeback dröjde ända till 1985, då hon spelade mot Jan Malmsjö i musikalen La Cage aux folles i Malmö. Därefter framträdde hon en hel del på film och i TV, bland annat i Goda grannar (1987), Sunes jul (1991) och långköraren Rederiet 1992 och 1994–2002.

### Privatliv
Stenberg var gift med kirurgen docent Fredrik Koch (1907–1983), son till professor John Koch, från 1962 fram till hans död 1983. De är begravda på Norra kyrkogården i Lund.
Från 1974 började Stenberg under sitt scenuppehåll att spela in insektssurr i olika toner med hjälp av en rullbandspelare. Med hjälp av dessa inspelningar skapade hon sedan musik och omvandlade en Mellotron till en insektsorgel med insektssurr i olika tonarter.
Svärmararten Callambulyx tatarinovii gabyae, som förekommer i Korea, är namngiven efter Gaby Stenberg.

## Filmografi
- 1936 – Bombi Bitt och jag
- 1938 – Sigge Nilsson och jag
- 1939 – Adolf i eld och lågor
- 1939 – Melodin från Gamla Stan
- 1940 – Vi Masthuggspojkar
- 1940 – Lillebror och jag
- 1940 – Kyss henne!
- 1940 – Kronans käcka gossar
- 1941 – Tåget går klockan 9
- 1941 – Stackars Ferdinand
- 1941 – Göranssons pojke
- 1941 – Dunungen
- 1942 – Löjtnantshjärtan
- 1942 – Jacobs stege
- 1943 – Prästen som slog knockout
- 1943 – Aktören
- 1943 – En vår i vapen
- 1944 – Gröna hissen
- 1945 – Gomorron Bill!
- 1947 – Tappa inte sugen
- 1947 – Supé för två
- 1947 – Ingen väg tillbaka
- 1949 – Törst
- 1950 – Svensk vardag
- 1952 – Snurren direkt
- 1954 – Skattefria Andersson
- 1954 – Ung man söker sällskap
- 1957 – Mamma tar semester
- 1957 – Nattens ljus
- 1958 – Kostervalsen
- 1958 – Fröken April
- 1959 – Sängkammartjuven
- 1961 – Pongo och de 101 dalmatinerna
- 1987 – Goda grannar (TV-serie)
- 1989 – Hajen som visste för mycket
- 1990 – Hebriana
- 1991 – Sunes jul
- 1992 – Rederiet (TV-serie)
- 1993 – Sunes sommar
- 1994 – Stockholm Marathon
- 1994 – Rederiet (TV-serie) (till 2002)
- 2003 – Belinder auktioner (TV-serie)

## Teater

### Roller
| År   | Roll                   | Produktion                                                                    | Regi                          | Teater                     |
| ---- | ---------------------- | ----------------------------------------------------------------------------- | ----------------------------- | -------------------------- |
| 1942 |                        | Blåjackor Lajos Lajtai, André Barde och Lauri Wylie                           | Leif Amble-Naess              | Oscarsteatern              |
| 1942 | Medverkande            | Revytidningen Nya Taggen, revy Staffan Tjerneld                               | Per-Axel Branner              | Nya Teatern                |
| 1944 | Titania                | En midsommarnattsdröm William Shakespeare                                     | Sandro Malmquist              | Malmö stadsteater          |
| 1944 |                        | Vår unge Jean de Létraz                                                       | Anders Frithiof               | Malmö stadsteater          |
| 1944 | Aouda                  | Jorden runt på 80 dagar Jules Verne                                           | Alf Henrikson                 | Malmö stadsteater          |
| 1945 |                        | Markens gud Paul Green                                                        | Knut Hergel                   | Malmö stadsteater          |
| 1945 |                        | Vi äro ga-skåningar alla/Lysistrate Aristofanes och Karl Gerhard              | Sandro Malmquist              | Malmö stadsteater          |
| 1945 |                        | Pygmalion George Bernard Shaw                                                 | Knut Hergel                   | Malmö stadsteater          |
| 1945 |                        | Hjärtan och njurar John Patrick                                               | Gösta Terserus                | Malmö stadsteater          |
| 1946 |                        | Lyckan kommer Alf Henrikson                                                   | Sam Besekow                   | Malmö stadsteater          |
| 1946 | Estelle                | Slutna dörrar Jean-Paul Sartre                                                | John Price                    | Malmö stadsteater          |
| 1946 |                        | Blodsbröllop Federico Garcia Lorca                                            | Sam Besekow                   | Malmö stadsteater          |
| 1946 | Mia                    | Rakel och biografvaktmästaren Ingmar Bergman                                  | Ingmar Bergman                | Malmö stadsteater          |
| 1946 |                        | Så tuktas en argbigga William Shakespeare                                     | Sandro Malmquist              | Malmö stadsteater          |
| 1946 | Medverkande            | Dagmar Revyen                                                                 | Jon Iversen                   | Dagmar Teatret, Köpenhamn  |
| 1947 |                        | Krigsmans erinran Herbert Grevenius                                           | Arne Lydén                    | Malmö stadsteater          |
| 1947 |                        | Cirkus Sanger Margaret Kennedy och Basil Dean                                 | Sandro Malmquist              | Malmö stadsteater          |
| 1947 |                        | På tre man hand Jens Locher                                                   | Oscar Winge                   | Malmö stadsteater          |
| 1947 | Lady Windermere        | Solfjädern Oscar Wilde                                                        | Martha Lundholm               | Vasateatern                |
| 1948 | Svanhild               | Kärlekens komedi Henrik Ibsen                                                 | Martha Lundholm               | Vasateatern                |
| 1948 |                        | Flickan från Lothringen Maxwell Anderson                                      |                               | Riksteatern                |
| 1949 | Medverkande            | Söder ställer ut, revy Kar de Mumma, Nils Perne och Sven Paddock              | Sven Paddock Egon Larsson     | Södra Teatern              |
| 1950 | Medverkande            | Farväl till 40-talet, revy Kar de Mumma                                       | Sven Paddock                  | Södra Teatern              |
| 1950 | Medverkande            | Fiffer-Revyen                                                                 | Kai Wilton Niels Bjørn Larsen | Dagmar Teatret, Köpenhamn  |
| 1951 | Medverkande            | Lige i Centrum revy                                                           |                               | Dagmar Teatret, Köpenhamn  |
| 1951 | Lilli Vanessi/Katarina | Kys mig Kate Cole Porter, Samuel och Bella Spewack                            | Edvin Tiemroth                | Nørrebro Teater, Köpenhamn |
| 1952 | Eva Høeg               | For åbent tæppe                                                               | Mogens Brandt                 | Nørrebros Teater           |
| 1954 | Hanna Glawari          | Glada änkan Franz Lehár, Leo Stein och Viktor Léon                            | Ingmar Bergman                | Malmö stadsteater          |
| 1954 | Fröken                 | Spöksonaten August Strindberg                                                 | Ingmar Bergman                | Malmö stadsteater          |
| 1954 |                        | Dårskapens timme Anna Bonacci                                                 | Yngve Nordwall                | Malmö stadsteater          |
| 1955 | Lotusblomman           | Tehuset Augustimånen John Patrick                                             | Ingmar Bergman                | Malmö stadsteater          |
| 1957 | Susan Smith            | No, No, Nanette Vincent Youmans, Otto Harbach, Frank Mandel och Irving Caesar | Egon Larsson                  | Oscarsteatern              |
| 1958 | Helene                 | Den skønne Helene Jacques Offenbach                                           | Kai Wilton                    | Det Kongelige Teater       |
| 1985 | Jacqueline             | La Cage Aux Folles Harvey Fierstein och Jerry Herman                          |                               | Malmö stadsteater          |
| 1990 | Madame de Rosemond     | Farliga förbindelser Christopher Hampton                                      | Brigitte Ornstein             | Dramaten                   |
| 1990 | Prostinnan             | Kalas i Lönneberga Astrid Lindgren                                            | Jan-Olof Strandberg           | Dramaten                   |

## Radioteater
| År   | Roll          | Produktion                                              | Regi        |
| ---- | ------------- | ------------------------------------------------------- | ----------- |
| 1950 | Kajsa Larsson | Hillmans detektivbyrå: Alias Henry Grundt Folke Mellvig | Lars Madsén |
| 1950 | Kajsa Larsson | Hillmans detektivbyrå: Melodimysteriet Folke Mellvig    | Lars Madsén |
| 1950 | Kajsa Larsson | Hillmans detektivbyrå: Naturlig död? Folke Mellvig      | Lars Madsén |
| 1950 | Kajsa Larsson | Hillmans detektivbyrå: Vattengraven Folke Mellvig       | Lars Madsén |